# 卡焦洛
卡焦洛/Kadiolo是馬里的城鎮，位於該國南部，毗鄰與科特迪瓦接壤的邊境，由錫卡索區負責管轄，主要經濟活動是農業，海拔高度436米，2009年人口52,932。赶集时间为每周的星期四。
11°05′57″N 5°56′43″W / 11.09917°N 5.94528°W